# أخلاق

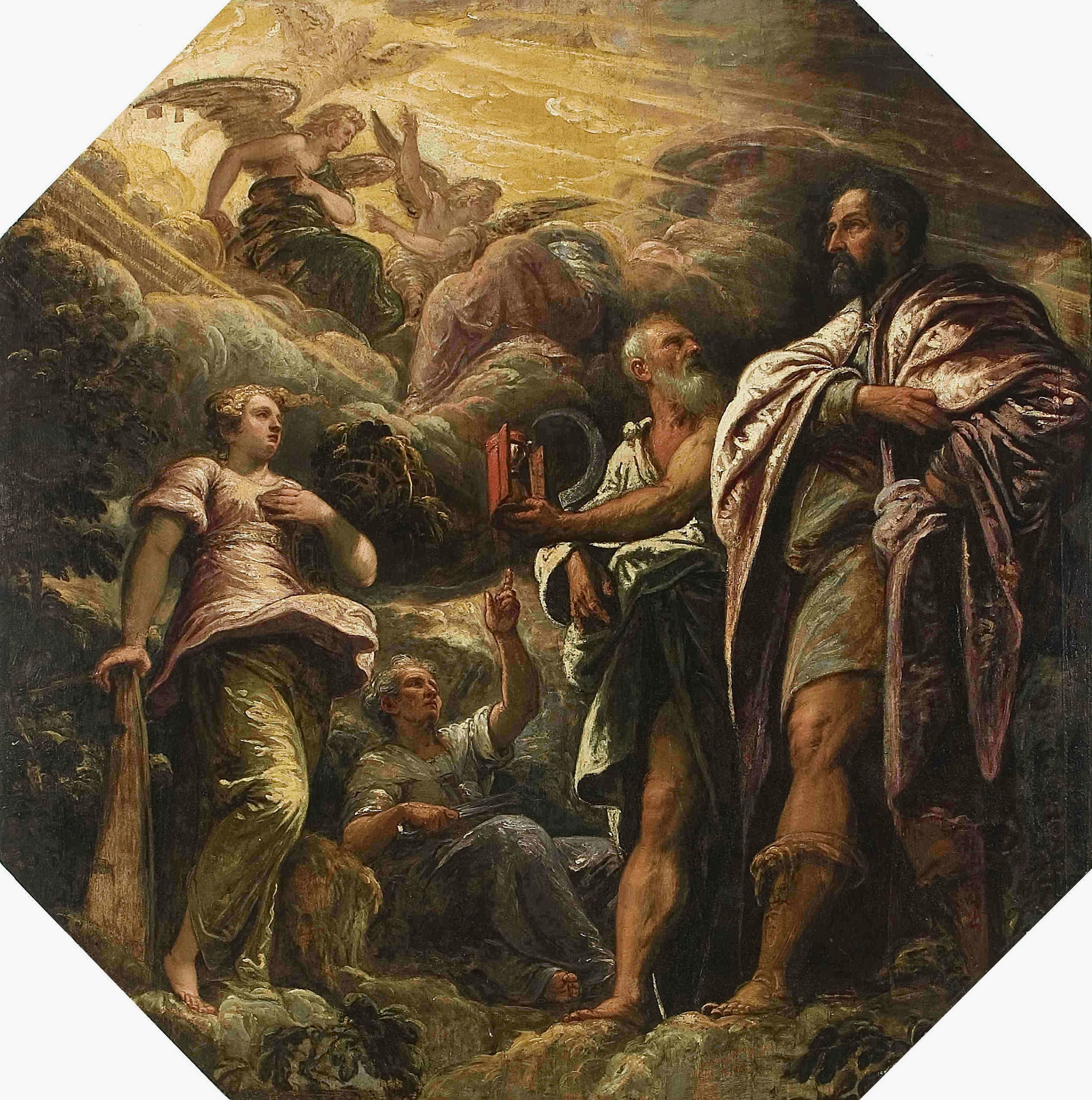
فن رمزي لصورة سيناتور البندقية منسوب إلى تينتوريتو 1585

الأخلاق (جمع خُلُقُ) والخلق هي مجموعة من القيم والمبادئ التي توجه سلوك الإنسان وتحدد ما هو صحيح وخاطئ. وهي السجايا والصفات الداخلية للنفس الإنسانية التي تدفعها إلى التصرف بطرق معينة دون الحاجة إلى تفكير أو روية، وقد تكون فطرية أو مكتسبة بالعادة والتدريب، وتنقسم إلى أخلاق حسنة وأخرى سيئة بناءً على جودة الأفعال الناتجة عنها.
ووفقاً للفلسفة الليبرالية فهي منظومة قيم يعتبرها الناس بشكل عام جالبة للخير وطاردةً للشر وهي ما يتميز به الإنسان عن غيره. ويمكن اعتبارها شكل من أشكال الوعي الإنساني كما تعتبر مجموعة من القيم والمبادئ تحرك الأشخاص والشعوب كالعدل والحرية والمساواة بحيث ترتقي إلى درجة أن تصبح مرجعية ثقافية لتلك الشعوب لتكون سنداً قانونياً تستقي منه الدول الأنظمة والقوانين. وهي السجايا والطباع سوالأحوال الباطنة التي تُدرك بالبصيرة والغريزة، وبالعكس يمكن اعتبار الخلق الحسن من أعمال القلوب وصفاته. فأعمال القلوب تختص بعمل القلب بينما الخُلُق يكون قلبياً ويكون ظاهرا أيضا.
والأخلاق هي دراسة، حيث يقيم السلوك الإنساني على ضوء القواعد الأخلاقية التي تضع معايير للسلوك، يضعها الإنسان لنفسه أو يعتبرها التزامات ومبادئ يمشي عليها وأيضا واجبات تتم بداخلها أعماله أو هي محاولة لإزالة البعد المعنوي لعلم الأخلاق، وجعله عنصرا مكيفا، أي أن الأخلاق هي محاولة التطبيق العلمي، والواقعي للمعاني التي يديرها علم الأخلاق بصفة نظرية، ومجردة. والكلمة الإنجليزية للأخلاق «Ethic» مستخلصة من الأبجدية اليونانية «ἤθεα» (إيثيه) أي «عادة». وتكون الأخلاق طاقما من المعتقدات، أو المثاليات الموجهة، والتي تتخلل الفرد أو مجموعة من الناس في المجتمع.
والديونتولوجيا -من الجذر اليوناني «δέον» (ديون) أي «ما يجب فعله» و«λογία» (لوغيا) أي «العلم»- أو علم الواجبات مفهوم يستخدم كمرادف للأخلاق المهنية، فيختصّ هذا المجال بالواجبات ويحكم على الفعل راجعاً إلى القواعد والقوانين.

## أصل الكلمة وتعريفها
في اللغة العربية، الأخلاق هي جمع "خُلُق" اشتُقَّ من الجذر اللغوي (خ ل ق)، والخُلُق (بضم اللام وسكونها، أو بضمتين) اسم لسجية الإنسان وطبيعته التي خُلق عليه . وردت تعريفات العلماء للفظة "الخُلُق" متقاربةً في الدلالة، مع اختلافاتٍ تُبرز أبعادها النفسية والسلوكية. فعرَّف ابن منظور الخُلُق بأنه:
أمَّا الراغب الأصفهاني فميّز بين اللفظين قائلًا:

## التطور
ترتبط عملية نشوء الأخلاق الحديثة ارتباطًا وثيقًا بالتطور الثقافي الاجتماعي. يعتقد بعض علماء الأحياء التطورية، على وجه التحديد علماء الأحياء الاجتماعية، أن الأخلاق ناتجة عن القوى التطورية التي تعمل على مستوى الفرد إلى جانب المستوى الجماعي من خلال الاصطفاء الزمري (على الرغم من بقاء هذا الموضوع محطًا للجدل فيما يتعلق بدرجة حدوث ذلك فعليًا في النظرية التطورية). يؤكد بعض علماء الأحياء الاجتماعية أن تطور الأخلاق عائد بشكل كبير إلى قدرتها على توفير فوائد بقاء أو تكاثر محتملة (أي زيادة النجاح التطوري). طور الإنسان بالنتيجة المشاعر «المؤيدة للمجتمع»، مثل أحاسيس التقمص الوجداني أو الذنب، كاستجابة منه على هذه السلوكيات الأخلاقية.
على أساس هذا الفهم، يمكن اعتبار الأخلاق مجموعة من السلوكيات ذاتية الاستدامة المدفوعة بيولوجيًا التي تعمل على تشجيع التعاون الإنساني. يؤكد علماء الأحياء خضوع جميع الحيوانات الاجتماعية، بدءًا بالنمل وصولًا إلى الفيلة، لتعديلات في سلوكياتها، من خلال كبح الأثرة المباشرة بهدف تحسين تلاؤمها التطوري. تُعد الأخلاق الإنسانية في أساسها، على الرغم من تعقيدها ورقيها مقارنة بأخلاق الحيوانات الأخرى، ظاهرة طبيعية متطورة بهدف كبح الفردية المفرطة التي من شأنها تقويض تماسك المجموعة ما ينعكس سلبًا بدوره على تلاؤم الفرد.
من هذا المنطلق، تقوم القواعد الأخلاقية في أساسها على الحدس والغرائز العاطفية التي اصطفتها عملية التطور في الماضي نظرًا إلى دورها المساعد في البقاء والتكاثر (التلاؤم الشامل). من الأمثلة على ذلك: اصطفت عملية التطور رابطة الأمومة بسبب مساهمتها في تحسين فرص بقاء النسل؛ ويدعم تأثير ويسترمارك، الذي ينطوي على دور التقارب خلال السنوات الأولى من الحياة في تقليل الانجذاب الجنسي المتبادل، الأعراف المعارضة لزنا المحارم نتيجة تقليلها احتمالية السلوكيات الخطرة وراثيًا مثل التوالد الداخلي.
ينظر علماء الأحياء التطورية إلى ظاهرة المعاملة بالمثل أو التبادلية الموجودة في الطبيعة باعتبارها إحدى الطرق التي يمكن من خلالها إيجاد فهم أفضل للأخلاق الإنسانية. تكمن وظيفة هذه الظاهرة نموذجيًا في ضمان وجود إمدادات موثوقة من الموارد الضرورية، وخاصة بالنسبة إلى الحيوانات الموجودة في بيئات ذات موارد غذائية متقلبة عشوائيًا في الكمية والنوعية. على سبيل المثال، لا تتمكن بعض الخفافيش مصاصة الدماء من صيد فرائسها بنجاح في بعض الليالي ما يتيح الفرصة أمام بعضها الآخر لاستهلاك الفائض. تلجأ الخفافيش التي نجحت في التغذية إلى تقيؤ جزء من وجبة الدماء الخاصة بها لإنقاذ أحد أفراد النوع من المجاعة. نظرًا إلى عيش هذه الحيوانات ضمن مجموعات متماسكة على مدى سنوات عديدة، يمكن للفرد الاعتماد على بقية أعضاء المجموعة لرد الجميل في الليالي التي يجوع فيها (ويلكنسون، 1984).
جادل مارك بيكوف وجيسيكا بيرس (2009) بأن الأخلاق عبارة عن تركيبة من القدرات السلوكية المنتشرة على الأرجح بين جميع الثدييات التي تعيش في مجموعات اجتماعية معقدة (مثل الذئاب، والقيوط، والفيلة، والدلافين، والجرذان والشمبانزي). عرّفا الأخلاق بأنها «تركيبة من القدرات المتداخلة المرتبطة بالآخرين التي تساهم في صقل التفاعلات المعقدة وتنظيمها داخل المجموعات الاجتماعية». تشمل هذه التركيبة من السلوكيات كلًا من التقمص الوجداني، والتعامل بالمثل، والإيثار، والتعاون والشعور بالعدل. في الأعمال ذات الصلة، ثبت بشكل مقنع أن الشمبانزي قادرة على اختبار التقمص الوجداني وإظهاره بين بعضها البعض في مجموعة واسعة من السياقات. تمتلك الشمبانزي أيضًا القدرة على الانخراط في الخداع، بالإضافة إلى تميزها بمستوى معين من السياسة الاجتماعية، التي تمثل نمطًا بدئيًا من ميولنا الإنساني نحو النميمة وإدارة السمعة.
خلص كريستوفر بوم (1982) إلى فرضية مفادها أن التطور التدريجي للتعقيد الأخلاقي عبر مراحل تطور البشرانيات ناتج عن زيادة الحاجة إلى تجنب النزاعات والإصابات الناجمة عن الانتقال إلى السافانا المفتوحة وتطوير الأسلحة الحجرية. تشير نظريات أخرى إلى أن سبب التعقيد المتزايد عائد ببساطة إلى زيادة حجم المجموعة وحجم الدماغ، على وجه التحديد تطور قدرات نظرية العقل.

## المسؤولية القانونية والأخلاقية
تختلف المسؤولية القانونية عن المسؤولية الأخلاقية باختلاف أبعادهما، فالمسؤولية القانونية تتحدد بتشريعات تكون أمام شخص أو قانون، لكن المسؤولية الأخلاقية فهي أوسع وأشمل من دائرة القانون لأنها تتعلق بعلاقة الإنسان مع ذاته، فهي مسؤولية ذاتية أمام نفسه وضميره. أما دائرة القانون فمقصورة على سلوك الإنسان نحو غيره وتتغير حسب القانون المعمول به، وتنفذها سلطة خارجية من قضاة، ورجال أمن ونيابة، وسجون. أما المسؤولية الأخلاقية فهي ثابتة ولا تتغير، وتمارسها قوة ذاتية تتعلق بضمير الإنسان الذي هو سلطته الأولى.
الأخلاق متعلقة بالإنسان ويعتقد البعض أن فقدان خلفية إيمانية للإنسان قد تضعه في مأزق فكري من جهة الحفاظ على المقياس الأخلاقي الإيماني من التشويش.